# Анастасія Горбенко
Анастасія Горбенко (7 серпня 2003) — ізраїльська плавчиня.